# Karol Blatkiewicz
Karol Blatkiewicz (ur. 25 lipca?/6 sierpnia 1883 w Rudzie na Podolu, zm. wiosną 1940 w Katyniu) – porucznik rezerwy piechoty Wojska Polskiego, ofiara zbrodni katyńskiej.

## Życiorys
Syn Antoniego i Józefy z Lachowiczów. Absolwent gimnazjum we Lwowie. Działacz ruchu niepodległościowego. Uczestnik I wojny światowej w armii austriackiej. Od 1918 w Wojsku Polskim. Walczył w wojnie 1920 r. w szeregach 39 pułku piechoty. Obrońca Lwowa. Przeniesiony w stan spoczynku w 1920.
W czasie kampanii wrześniowej 1939, po agresji ZSRR na Polskę, w nieznanych okolicznościach dostał się do niewoli sowieckiej i został osadzony w obozie jenieckim w Kozielsku. Wiosną 1940 został zamordowany przez funkcjonariuszy NKWD w lesie katyńskim i tam pogrzebany w bezimiennej mogile zbiorowej, gdzie od 28 lipca 2000 mieści się oficjalnie Polski Cmentarz Wojenny w Katyniu. W miejscu tym prowadzone były ekshumacje i prace archeologiczne. W 1943 jego ciało zostało zidentyfikowane w toku ekshumacji prowadzonych przez Niemców pod numerem 1494, a przy zwłokach znaleziono: leg. Zw. Ofic. Rez., kartkę kasową oraz kartę szczepień. Figuruje na liście wywózkowej 022/1 z 9 kwietnia 1940 oraz liście Komisji Technicznej PCK pod numerem 01494.

### Życie prywatne
Był żonaty z Władysławą z Hawlatów, miał syna Ryszarda.

## Ordery i odznaczenia
- Krzyż Walecznych[2]

## Upamiętnienie
5 października 2007 minister obrony narodowej Aleksander Szczygło mianował go pośmiertnie na stopień kapitana. Awans został ogłoszony 9 listopada 2007 w Warszawie, w trakcie uroczystości „Katyń Pamiętamy – Uczcijmy Pamięć Bohaterów”.
18 maja 2010, w ramach akcji „Katyń... pamiętamy” / „Katyń... Ocalić od zapomnienia”, został uhonorowany poprzez zasadzenie Dębu Pamięci w Olesznie, na terenie koło kościoła NMP, przy ul. Kościelnej 1.